# Eppie Bleeker
Eppie Bleeker (Bolsward, Súdwest-Fryslân, 5 de maig de 1949) és un ex-patinador de velocitat sobre gel neerlandès, que guanyà dues medalles de bronze al Campionat del Món de patinatge de velocitat de 1973 i 1974. També guanyà el campionat nacional neerlandès de 1974 i 1975.
Millors resultats:
- 500 m. – 38.70 (1977)
- 1000 m. – 1:19.34 (1974)
- 1500 m. – 2:04.59 (1974)
- 3000 m. – 4:34.30 (1975)
- 5000 m. – 8:01.90 (1974)